# Netani Talei

a Compétitions nationales et continentales officielles uniquement.

b Matchs officiels uniquement.
Dernière mise à jour le 19 février 2024.
Netani Talei, né le 19 mars 1983 à Suva (Fidji), est un joueur de rugby à XV international fidjien. Il joue au poste de troisième ligne centre ou de troisième ligne aile.

## Carrière

### En club
Netani Talei commence sa carrière au niveau amateur dans son pays natal, avec les clubs de Raiwaqa et Nadroga. En 2006, il dispute la Colonial Cup avec les Coastal Stallions.
En 2006, il rejoint le club des Doncaster Knights en deuxième division anglaise.
Au bout d'une saison, il est recruté par les Worcester Warriors pour jouer en Premiership, signant un contrat d'un an. Convaincant lors de ses premières apparition, il prolonge ensuite son contrat pour deux saisons supplémentaires.
En 2010, après la relégation de Worcester, il signe un contrat de trois saisons avec Édimbourg Rugby en Celtic League. Il annonce son départ du club en avril 2013, au terme de son engagement.
Dans la foulée de son départ d'Édimbourg, il s'engage avec la province galloise des Newport Gwent Dragons au sein du même championnat,. Auteur d'une première saison pleine, il est toutefois libéré de son contrat en octobre 2014, après avoir manqué le début de saison à la suite d'une blessure au pied.
Après plusieurs mois sans club, il rejoint le club anglais des Harlequins en février 2015. Victime d'une grave blessure au genou, il ne joue qu'un match en 2015-2016, puis manque l'intégralité de la saison 2016-2017. C'est cette blessure persistante au genou qui le pousse à prendre sa retraite de joueur en mai 2017,.

### En équipe nationale
Netani Talei joue avec la sélection fidjienne des moins de 21 ans en 2004.
En 2005, il représente l'équipe des Fidji de rugby à sept sur le circuit mondial.
Il honore sa première cape internationale avec l'équipe des Fidji le 10 juin 2006 contre les Tonga à Gosford,.
Avec les Fidji, il est sélectionné pour disputer la Coupe du monde 2007 en France. Il joue trois matchs lors de la phase de poule.
Il dispute sa deuxième Coupe du monde lors de l'édition 2011 en Nouvelle-Zélande. Il joue cette fois quatre rencontres.
En 2012, il nommé capitaine de sa sélection pour la Pacific Nations Cup.
Il fait partie du groupe fidjien sélectionné pour participer à la Coupe du monde 2015 en Angleterre. Il joue trois matchs lors du tournoi, dont un face à l'Uruguay le 6 octobre, qui est sa dernière apparition sous le maillot fidjien.

## Palmarès
- Vainqueur de la Pacific Nations Cup en 2013

## Statistiques internationales
- 33 sélections en équipe des Fidji entre 2006 et 2015.
- 4 essais (20 points).

En Coupe du monde :
- 2007 : 3 sélections (Japon, Canada, Australie).
- 2011 : 4 sélections (Namibie, Afrique du Sud, Samoa, pays de Galles).
- 2015 : 3 sélections (Australie, pays de Galles, Uruguay).